# ایناپور، جوارگی
ایناپور، جوارگی (به انگلیسی: Ainapur, Jevargi) یک روستا در هند است که در کارناتاکا واقع شده‌است.